# Aeroportul Regional Ozark
Aeroportul Regional Ozark (IATA: WMH, ICAO: KBPK, FAA LID: BPK) este un aeroport din Arkansas, Statele Unite ale Americii. Aeroportul a fost tranzitat în 2017 de 6 pasageri.
Situat la o altitudine de 283 m, aeroportul dispune de 1 pistă.

## Infrastructură

### Piste
Aeroportul dispune de o singură pistă. Pista 5/23 are suprafața de asfalt și dimensiunile 5.001 picioare × 75 picioare. 